# 第18独立陸軍航空旅団 (ウクライナ陸軍)
イゴール・シコルスキー名称第18独立陸軍航空旅団（ウクライナ語: 18-та окрема бригада армійської авіації імені Ігоря Сікорського）は、ウクライナ陸軍航空隊の航空旅団。第8陸軍航空司令部隷下。

## 歴史
第18独立陸軍航空旅団は2015年2月に設立された。この部隊の実際の創設日は、最初のMi-8MSB-Vヘリコプターが登場した10月1日とされている。この旅団は第831戦術航空旅団の戦闘機の予備飛行場であったウクライナ空軍第215航空司令部（軍事部隊A2673）を基盤として編成された。
2017年3月26日、旅団のMi-2ヘリコプターがクラマトルスク近郊で墜落した。搭乗していた乗組員3名と乗客2名が死亡した。
2020年12月5日、名誉称号「イゴール・シコルスキー」を授与された。
2023年8月29日、旅団のMi-8ヘリコプターがドネツク州のクラマトルスク地区で墜落し、乗務員6人が死亡した。

## 装備
Mi-24P/VP、Mi-2MSB、Mi-8MT/MSB-Vを運用している。